# Bulbus smithii
Bulbus smithii är en snäckart som först beskrevs av Brown 1839.  Bulbus smithii ingår i släktet Bulbus och familjen borrsnäckor. Inga underarter finns listade i Catalogue of Life.